# Grindle Rock
Der Grindle Rock ist ein 215 m hoher und markanter Klippenfelsen im Archipel der Südlichen Sandwichinseln. Er ragt 1,7 km westlich von Bristol Island aus dem Meer. Weiter westlich liegen der Wilson Rock und der Freezland Rock.
Der britische Seefahrer James Cook entdeckte ihn im Jahr 1775. Eine neuerliche Kartierung nahmen Wissenschaftler der britischen Discovery Investigations im Jahr 1930 vor. Sie benannten ihn nach Gilbert Edmund Augustine Grindle (1869–1934), Permanent Under-Secretary im Colonial Office.